# Navosoma luctuosum
Navosoma luctuosum là một loài bọ cánh cứng trong họ Cerambycidae.